# Cabassous chacoensis
L'armadillo a coda molle del Chaco (Cabassous chacoensis) è una specie di armadillo diffusa nel Gran Chaco, fra Bolivia, Paraguay, Argentina e probabilmente anche Brasile.
Colonizza un'ampia gamma di habitat, dalle praterie alle rive dei fiumi.
Misura circa mezzo metro di lunghezza. Come i congeneri, somiglia a un armadillo gigante in miniatura; a differenza di quest'ultimo, tuttavia, presenta le placche difensive sulla coda molto ridotte e distanziate, da qui il nome di armadillo a coda molle o a coda nuda.
Non è mai stato osservato costruire nidi.